# Odyssee (Album)
Odyssee ist das 14. Studioalbum des deutschen Rockmusikers Udo Lindenberg und die 18. Albumveröffentlichung insgesamt. Es wurde am 24. Januar 1983 bei der Plattenfirma Polydor veröffentlicht. Aus dem Album sticht insbesondere die Singleveröffentlichung Sonderzug nach Pankow heraus.

## Entstehung
Das Album, das erste für Polydor, wurde von Udo Lindenberg produziert und von Manfred Lohse, Kristian Schultze, Mal Luker und W. Hirschmann als Toningenieure aufgenommen. Die Aufnahmen fanden in den Studios DI Studio, München, Cornet Studio, Köln, sowie Chamäleon Studio, Hamburg, statt. Die Abmischung geschah in den Arco Studios, München. Das Album wurde mit dem Panikorchester aufgenommen. Bass spielten Roger Freeland und Dave King. Schlagzeug spielten Brian Lucas, Gustav Gnadenlos und Kraach in de Kist. An der Gitarre waren Karl Allaut, Rocket Ritchotte und Stephan Kleinkrieg tätig. Keyboards spielten neben Lindenberg Kristian Schultze, Detlef Petersen, Hendrik Schaper, Ken Rarick, Stevie Last und Werner Last. Am Saxofon sind Heinz von Hermann und Olaf Kübler zu hören.

## Artwork
Das Cover zeigt Lindenberg ohne Hut vor einem grünlichen Hintergrund. Oben links befindet sich der Schriftzug in Schwarz. Es stammt von Müller & V. Frankenberg. Die Fotografien stammen von Michael von Gimbut.

## Titelliste
1. Odyssee – 3:36
2. Dr. Kimbel auf der Flucht (Stompin’ at the Savoy) – 3:03
3. Du knallst in mein Leben – 3:31
4. Sonderzug nach Pankow (Chattanooga Choo Choo) – 3:31
5. Killer-Kino – 3:32
6. Body Building Braut – 3:28
7. Ich bin beim Bund – 4:24
8. Kleiner Junge – 4:28
9. Kralle – 2:50
10. Heyooh Guru – 3:28
11. Mein Onkel Joe – 3:09

## Rezeption

### Charts und Chartplatzierungen
Odyssee erreichte erstmals am 7. Februar 1983 auf Rang vier die deutschen Albumcharts. Seine beste Platzierung erreichte das Album in der Folgewoche mit Rang drei am 14. Februar 1983, wo es zwei Wochen blieb und sich lediglich The Getaway von Chris de Burgh und dem Spitzenreiter Nena von der gleichnamigen Band geschlagen geben musste. Am 4. April 1983 konnte sich das Album erneut auf Rang drei platzieren und musste sich dabei Aerobic – Fitness Dancing von Sydne Rome und dem immer noch an der Chartspitze verweilenden Nena geschlagen geben. Das Album platzierte sich 29 Wochen in den Charts, davon 17 Wochen in den Top 10. Letztmals konnte es sich am 3. März 2023 platzieren. Am Ende des Jahres belegte das Album Rang zehn der deutschen Album-Jahrescharts. In Österreich stieg das Album am 1. Mai 1983 auf Rang acht ein, was zugleich die beste Chartnotierung darstellte. Das Album platzierte sich vier Halbmonatsausgaben in den Charts, eine davon in den Top 10. Seine letzte Platzierung verzeichnete Odyssee am 15. Juni 1983.
Für Lindenberg avancierte Odyssee zum 17. Chartalbum in Deutschland sowie zum ersten in Österreich. In Deutschland ist es sein siebtes Top-10-Album.
| ChartsChartplatzierungen | Höchstplatzierung | Wochen |
| ------------------------ | ----------------- | ------ |
| Deutschland (GfK)        | 3 (29 Wo.)        | 29     |
| Österreich (Ö3)          | 8 (8 Wo.)         | 8      |

| ChartsJahrescharts (1983) | Platzierung |
| ------------------------- | ----------- |
| Deutschland (GfK)         | 10          |

### Auszeichnungen für Musikverkäufe
Odyssee wurde noch im Jahr seiner Veröffentlichung mit einer Goldenen Schallplatte für über 250.000 verkaufte Einheiten in Deutschland ausgezeichnet.
| Land/Region        | Auszeichnungen für Musikverkäufe (Land/Region, Auszeichnung, Verkäufe) | Verkäufe |
| ------------------ | ---------------------------------------------------------------------- | -------- |
| Deutschland (BVMI) | Gold                                                                   | 250.000  |
| Insgesamt          | 1× Gold ·                                                              | 250.000  |